# Implizite Fläche

Implizite Fläche Torus (R=40, a=15)

Implizite Fläche vom Geschlecht 2

Implizite nicht algebraische Fläche (Weinglas)

Eine implizite Fläche ist in der Mathematik eine Fläche im euklidischen Raum, die durch eine Gleichung der Form
{\displaystyle F(x,y,z)=0}
beschrieben wird. Eine implizite Fläche besteht aus der Gesamtheit der Nullstellen einer Funktion von drei Variablen. Implizit bedeutet, dass die Gleichung der Fläche nicht nach x oder y oder z aufgelöst ist.
Funktionsgraphen werden in der Regel durch eine Gleichung {\displaystyle z=f(x,y)} beschrieben und sind deswegen explizit dargestellte Flächen. Die dritte wichtige Beschreibung von Flächen ist die Parameterdarstellung: {\displaystyle (x(s,t),y(s,t),z(s,t))}. Dabei werden die x-, y- und z-Koordinaten von Flächenpunkten durch drei von zwei gemeinsamen Parametern abhängigen Funktionen {\displaystyle x(s,t)\,,y(s,t)\,,z(s,t)} beschrieben. Der Übergang von einer Darstellung zu einer anderen ist in der Regel nur einfach, wenn eine explizite Darstellung {\displaystyle z=f(x,y)} vorliegt: {\displaystyle z-f(x,y)=0} (implizit), {\displaystyle (s,t,f(s,t))} (parametrisiert).
Beispiele impliziter Flächen:
1. eine Ebene {\displaystyle x+2y-3z+1=0},
2. eine Kugel {\displaystyle x^{2}+y^{2}+z^{2}-4=0},
3. ein Torus {\displaystyle (x^{2}+y^{2}+z^{2}+R^{2}-a^{2})^{2}-4R^{2}(x^{2}+y^{2})=0},
4. Fläche vom Geschlecht 2: {\displaystyle 2y(y^{2}-3x^{2})(1-z^{2})+(x^{2}+y^{2})^{2}-(9z^{2}-1)(1-z^{2})=0} (s. Bild),
5. Rotationsfläche {\displaystyle x^{2}+y^{2}-(\ln(z+3{,}2))^{2}-0{,}02=0} (s. Bild Weinglas).

Während man zu Ebene, Kugel und Torus noch leicht Parameterdarstellungen angeben kann, ist dies für die vierte Fläche nicht mehr einfach.
Wie bei impliziten Kurven lässt sich unter gewissen Voraussetzungen mithilfe des Satzes über implizite Funktionen auch für implizite Flächen lokal eine explizite Darstellung nachweisen. Praktisch sind solche Auflösungen nur in einfachen Fällen (Ebene, Kugel, …) möglich. Aber die theoretische Möglichkeit einer Auflösung ist der Schlüssel, um Tangentialebenen und Krümmungen in einem Flächenpunkt zu berechnen (s. unten).
Ist {\displaystyle F(x,y,z)} ein Polynom in x,y und z, so nennt man die zugehörige Fläche algebraisch.
Beispiel 5. ist nicht algebraisch.
Implizite Flächen haben zwar den Nachteil, dass sie schwer zu visualisieren sind. Sie bieten aber eine große Palette von theoretisch interessanten Flächen (z. B. Steinersche Flächen) und im CAD-Bereich lassen sich relativ einfach Flächen erzeugen mit voraussagbarer Gestalt und Eigenschaften (s. u.).

## Formeln
Für die folgenden Formeln wird die implizite Fläche immer durch eine Gleichung  {\displaystyle F(x,y,z)=0}  beschrieben, wobei die Funktion {\displaystyle F} die notwendigen Differenzierbarkeitsvoraussetzungen erfüllt. Die partiellen Ableitungen von {\displaystyle F} werden mit {\displaystyle F_{x},\dots ,F_{xx},\dots } usw. bezeichnet.

### Tangentialebene und Normalenvektor
Ein Flächenpunkt {\displaystyle (x_{0},y_{0},z_{0})} heißt regulär, falls
- {\displaystyle (F_{x}(x_{0},y_{0},z_{0}),F_{y}(x_{0},y_{0},z_{0}),F_{z}(x_{0},y_{0},z_{0}))\neq (0,0,0)} ist, andernfalls heißt der Punkt singulär.

Die Gleichung der Tangentialebene in einem regulären Flächenpunkt {\displaystyle (x_{0},y_{0},z_{0})} ist
- {\displaystyle F_{x}(x_{0},y_{0},z_{0})(x-x_{0})+F_{y}(x_{0},y_{0},z_{0})(y-y_{0})+F_{z}(x_{0},y_{0},z_{0})(z-z_{0})=0}, und

{\displaystyle \mathbf {n} (x_{0},y_{0},z_{0})=(F_{x}(x_{0},y_{0},z_{0}),F_{y}(x_{0},y_{0},z_{0}),F_{z}(x_{0},y_{0},z_{0}))^{T}} ist ein Normalenvektor.

### Normalkrümmung
Um die Formel übersichtlich zu halten, wurden hier die Argumente {\displaystyle (x_{0},y_{0},z_{0})} weggelassen:
- {\displaystyle \kappa _{n}={\frac {\mathbf {v} ^{\top }H_{F}\mathbf {v} }{\|\operatorname {grad} F\|}}} ist die Normalkrümmung der Fläche in einem regulären Punkt in Richtung des Einheitstangentenvektors {\displaystyle \mathbf {v} }.

{\displaystyle H_{F}} ist die Hessematrix von {\displaystyle F} (Matrix der zweiten Ableitungen).
Der Beweis dieser Formeln ergibt sich, wie im Fall der impliziten Kurve, aus dem Satz über die Auflösung impliziter Funktionen und der Formel für die Normalkrümmung einer parametrisierten Fläche.

## Anwendungen impliziter Flächen
Implizite Flächen lassen sich, wie implizite Kurven auch, relativ leicht durch algebraische Operationen (Addition, Multiplikation) von einfachen impliziten Flächen/Funktionen erzeugen.

Äquipotentialfläche von 4 Punktladungen

### Äquipotentialflächen von Punktladungen
Das Potential einer Punktladung {\displaystyle q_{i}} im Punkt {\displaystyle \mathbf {p} _{i}=(x_{i},y_{i},z_{i})}, gemessen in dem Punkt {\displaystyle \mathbf {p} =(x,y,z)}, lässt sich, bis auf Konstanten, durch
{\displaystyle F_{i}(x,y,z)={\frac {q_{i}}{\|\mathbf {p} -\mathbf {p} _{i}\|}}} beschreiben.
Die Äquipotentialfläche zum Potential {\displaystyle c} ist die implizite Fläche {\displaystyle F_{i}(x,y,z)-c=0}. Dies ist eine Kugel mit Mittelpunkt {\displaystyle \mathbf {p} _{i}}.
Das Potential von (z. B.) {\displaystyle 4} Punktladungen lässt sich durch
{\displaystyle F(x,y,z)={\frac {q_{1}}{\|\mathbf {p} -\mathbf {p} _{1}\|}}+{\frac {q_{2}}{\|\mathbf {p} -\mathbf {p} _{2}\|}}+{\frac {q_{3}}{\|\mathbf {p} -\mathbf {p} _{3}\|}}+{\frac {q_{4}}{\|\mathbf {p} -\mathbf {p} _{4}\|}}} beschreiben.
In der Abbildung sind die vier Ladungen gleich 1 und befinden sich in den Punkten {\displaystyle (\pm 1,\pm 1,0)}. Die dargestellte Fläche ist die Äquipotentialfläche (implizite Fläche) {\displaystyle F(x,y,z)-2{,}8=0}.

### Konstante Abstandsproduktflächen
So wie eine Cassinische Kurve als die Punktmenge definiert werden kann, für die das Produkt der Abstände zu zwei vorgegebenen Punkten konstant ist (bei einer Ellipse sind die Summen der Abstände zu zwei Punkten konstant!), so lassen sich auch Flächen definieren, deren Abstandsprodukte zu vorgegebenen Punkten konstant sind.
Die im Bild Metamorphosen links oben dargestellte Fläche entsteht nach diesem Prinzip: Mit

Metamorphose zwischen zwei impliziten Flächen (Torus und Abstandsproduktfläche)

{\displaystyle F(x,y,z)={\sqrt {(x-1)^{2}+y^{2}+z^{2}}}\cdot {\sqrt {(x+1)^{2}+y^{2}+z^{2}}}\cdot {\sqrt {x^{2}+(y-1)^{2}+z^{2}}}\cdot {\sqrt {x^{2}+(y+1)^{2}+z^{2}}}}
ergibt sich die Fläche {\displaystyle F(x,y,z)-1{,}1=0}.

### Metamorphosen impliziter Flächen
Eine weitere einfache Konstruktion neuer impliziter Flächen ist die Metamorphose impliziter Flächen. Dabei geht man von zwei impliziten Flächen {\displaystyle F_{1}(x,y,z)=0,F_{2}(x,y,z)=0} (im Beispiel: eine Abstandsproduktfläche und ein Torus) aus und erzeugt mit dem Scharparameter {\displaystyle \mu \in [0,1]} die Flächenschar
{\displaystyle F(x,y,z)=\mu F_{1}(x,y,z)+(1-\mu )F_{2}(x,y,z)=0}
Im Bild wurden Flächen für {\displaystyle \mu =0,\,0{,}33,\,0{,}66,\,1} dargestellt.

Approximation dreier Tori (Parallelprojektion)

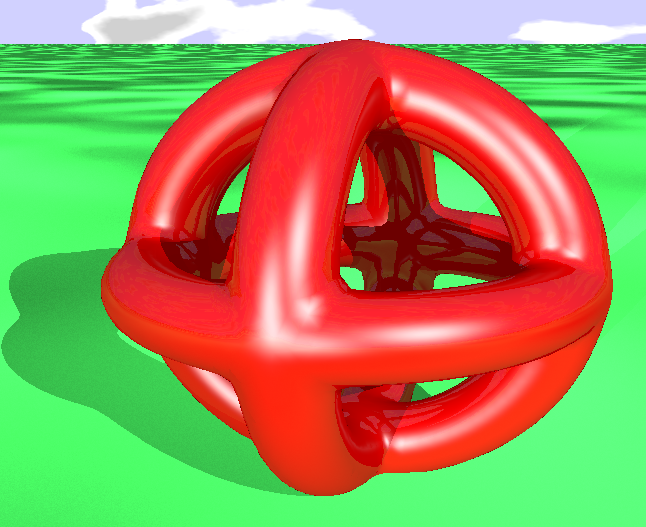
PovRay-Bild einer Approximation dreier Tori (Zentralprojektion)

### Glatte Approximationen mehrerer impliziter Flächen
Analog zur Methode der glatten Approximation von mehreren impliziten Kurven liefert
{\displaystyle F(x,y,z)=F_{1}(x,y,z)\cdot F_{2}(x,y,z)\cdot F_{3}(x,y,z)-c=0}
für geeignete Parameter {\displaystyle c} glatte Approximationen dreier sich schneidender Tori mit den Gleichungen
{\displaystyle F_{1}=(x^{2}+y^{2}+z^{2}+R^{2}-a^{2})^{2}-4R^{2}(x^{2}+y^{2})=0},
{\displaystyle F_{2}=(x^{2}+y^{2}+z^{2}+R^{2}-a^{2})^{2}-4R^{2}(x^{2}+z^{2})=0},
{\displaystyle F_{3}=(x^{2}+y^{2}+z^{2}+R^{2}-a^{2})^{2}-4R^{2}(y^{2}+z^{2})=0}.
(Die Parameter der Fläche im Bild sind: {\displaystyle R=1,\,a=0{,}2,\,c=0{,}01})

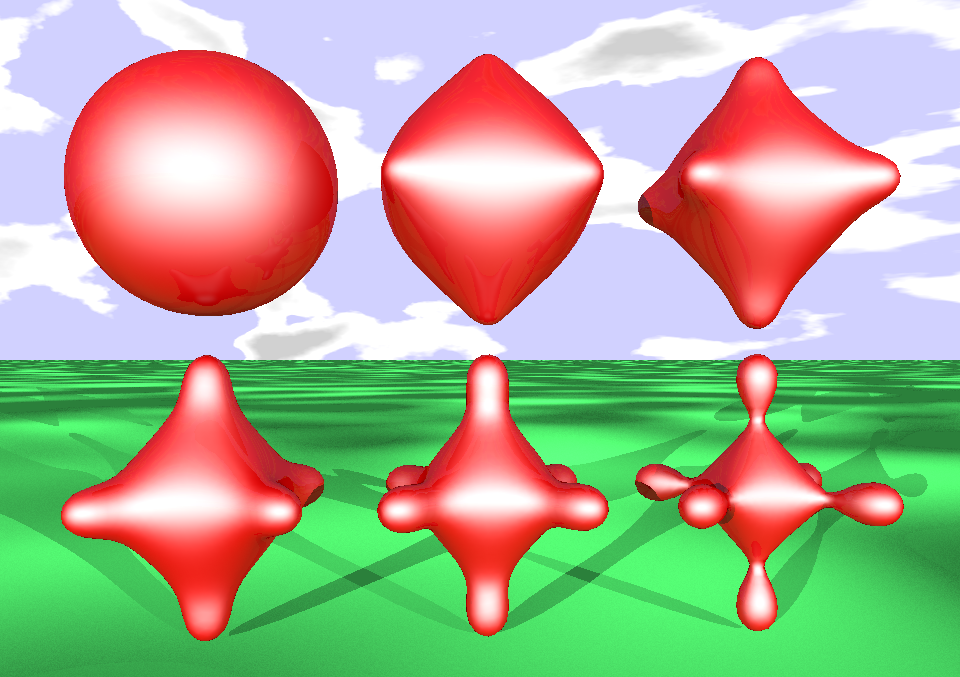
PovRay-Bild: Metamorphose zwischen einer Kugel und einer 6-Punkte-Abstandsproduktfläche

## Visualisierung impliziter Flächen
Implizite Flächen lassen sich nur mit erheblichem Aufwand visualisieren. Es gibt im Wesentlichen zwei Ideen, eine implizite Fläche darzustellen. Die eine Methode beruht auf der Erzeugung von Polygonen, die die darzustellende Fläche überdecken. Diese Polygone kann man direkt zur Visualisierung der Fläche verwenden oder die Polygone und ihre Darstellung mit einem geeigneten Programm weiterverarbeiten. Informationen hierfür findet man in Triangulation einer Fläche. Eine weitere Methode beruht auf Raytracing. Hierbei werden viele einzelne Sehstrahlen auf ihr Schnittverhalten mit der Fläche untersucht.
Bei den letzten beiden Bildern wurden die triangulierten Flächen mit dem Programm PovRay nachbearbeitet. Beim Vergleich der Bilder mit den 3 Tori beachte man, dass das PovRay-Bild eine Zentralprojektion ist.